# Vsevolod Vjačeslavovič Ivanov
Vsevolod Vjačeslavovič Ivanov (rusko Все́волод Вячесла́вович Ива́нов), ruski pisatelj, * 24. februar (12. februar, ruski koledar) 1895, vas Lebjaže, Pavlodarski kraj, Semipalatinska gubernija, Ruski imperij (sedaj Kazahstan), † 15. avgust 1963, Moskva, Sovjetska zveza (sedaj Rusija).
Ivanov je izhajal iz družine vaškega učitelja. Spada med t. i. Serapionove brate. V svojih delih romantično opisuje prva leta po ruski revoluciji; posebej se naslanja na življenje sibirskih kmetov.

## Dela
- povest Partizani (Партизаны) (1921),
- roman Višnjev pesek (Голубые пески) (1922),
- povest Barvasti vetrovi (Цветные ветра) (1922),
- drama Oklopni vlak.